# Томас и другари: Велики свет! Велике пустоловине!
Томас и другари: Велики свет! Велике пустоловине! (енгл. Thomas & Friends: Big World! Big Adventures!) британско је рачунарски-анимирана акциони авантуристички хумористички филм из 2018. у продукцији Jam Filled Toronto и дистрибуцији Mattel Creations. То је филм Томас и другари у франшизи. У филму глуме Џон Хејслер, Џозеф Меј, Роб Рекстро, Хју Бонвил, Џим Хауик, Софи Колкуун, Луси Монтгомери, Дерен Бојд, Колин Мекфарлејн, Дан Ли и Су Лин Лоои.
Велики свет! Велике пустоловине!, поред двадесет друге серије, означава трећи велики ребрендирање франшизе, након увођења Стеам тима у осмој серији и преласка емисије на пуни GCI у Херој на синама. Обе продукције су идејни концепти Ијан Мекју и Микаела Зима и резултат су истраживања тржишта које је Мател спровео са публиком широм света.